# 평양문화전시관
평양문화전시관(平壤文化展示館)은 평양직할시 대동강구역 문수대거리에 위치해 있다.

## 연혁
1998년 9월에 개관했다. 총 면적은 1,200m2이고, 2개의 전시관이 있다(그 중 1개의 전시관은 도서, 사진, 회화, 공예품을 전시, 1개의 전시관은 영상과 녹음 감상실이 있음). 평양시민들의 문화에 대해서 알 수 있는 곳이다.